# FINAL PIECE
「FINAL PIECE」（ファイナル・ピース）は、日本のロックバンド・L'Arc〜en〜Ciel、VAMPSのボーカリストで、シンガーソングライターであるHYDEの16作目のシングル。2021年11月24日発売。発売元はVirgin Music。

## 解説
前作「NOSTALGIC」から約1ヶ月ぶりとなるシングル。なお、本作は＜静＞をコンセプトとした楽曲制作に回帰した第二弾シングルとなっている。
本作の表題曲「FINAL PIECE」は、HYDEがこれまでのキャリアで制作した楽曲としては初めてのウエディングソングであり、2021年6月25日から開催したオーケストラコンサートツアー「20th Orchestra Tour HYDE ROENTGEN 2021」で先行披露されていた楽曲となっている。なお、この曲は2022年1月16日から朝日放送テレビで放送された島崎遥香主演のドラマ『ハレ婚。』の主題歌に使用されている。余談だが、HYDEはドラマの原作となった漫画『ハレ婚。』を愛読していたこともあり、珍しくドラマにゲスト出演している。
HYDEは、今回ウエディングソングを制作しようと思った経緯について「何度となく友人知人の結婚式に出席してきて、いつだったか"あ、こういうときに流れる曲って、案外少ないのかもな"と思ったんです。他のアーティストの曲が流れてて、"結婚式で自分の作った曲が使われるのって、なんかいいなぁ"って。（中略）機会があったら作ってみたいというアイデアが頭の片隅にあったので、今回は、ウエディングソングとして使ってもらえる曲を目指して作ってみました」と述べている。また、HYDEは歌詞のイメージについて「二人で夕焼けを見ているような景色。"僕から見た、君がいるこの景色はすごく綺麗だけど、君から見た景色はどうだい?"みたいな問いかけが浮かんだ」と語っている。なお、タイトルの「FINAL PIECE」は、＜今隣にいるパートナーが自分の"最後のピース"＞であることを意図して付けられている。
ちなみに表題曲のミュージック・ビデオは、HYDEの出身地である和歌山県・南紀白浜の岬にあるホテル川久で撮影されている。HYDE曰く、当初は和歌山県内の教会で撮影しようと思ってたというが、撮影場所をホテルに変えた経緯について「曲の神聖な雰囲気だけを頼りに、まずは和歌山の教会で撮りたい、と。それで、和歌山にある教会を探したんですけど撮りたかったところがちょうど工事中だったりとなかなかいい教会が見つからなくて、ホテルを見ていたら宮殿のような素敵なホテルが見つかったので、今回はストーリーっぽい展開にしました」と述べている。
ジャケットのアートワークは、前作に続き、HYDEのソロワークス及びL'Arc〜en〜Cielの作品においてデザイナーとして長年携わってきたモート・シナベルが、前作から引き続いて手掛けている。なお、今回のアートワークは、2001年より＜静＞をテーマに制作された「evergreen」「Angel's tale」「SHALLOW SLEEP」のシングル3作品、そして前作「NOSTALGIC」からの世界観を踏襲し、花が描かれている。
本作は、初回生産限定盤（CD＋DVD）、通常盤（CD）の2形態で発売された。初回限定盤には表題曲のミュージックビデオとドキュメンタリー映像、そして2021年に開催したオーケストラコンサート「20th Orchestra Tour HYDE ROENTGEN 2021」の8月14日のパシフィコ横浜公演から、「DEPARTURES」をカバーしたパフォーマンス映像を収録したDVDが付属している。
カップリングには、globeの楽曲「DEPARTURES」のカバー音源を収録している。HYDEが「DEPARTURES」をカバーするのは、2015年12月に発表されたトリビュートアルバム『#globe20th -SPECIAL COVER BEST-』に収録された音源に続き2度目のことで、今回のカバーでは前述のオーケストラコンサートツアーでこの曲を披露することを踏まえ、新たにアレンジを施したうえで再レコーディングを行っている。

## 収録曲
| #  | タイトル                        | 作詞           | 作曲           | 編曲        | 時間 |
| -- | ------------------------------- | -------------- | -------------- | ----------- | ---- |
| 1. | 「FINAL PIECE」                 | HYDE, Ali      | hico, HYDE     | hico, HYDE  | 4:34 |
| 2. | 「DEPARTURES -Orchestra ver.-」 | Tetsuya Komuro | Tetsuya Komuro | Ippei Inoue | 6:44 |

## 初回生産限定盤付属DVD
1. 「FINAL PIECE」ミュージックビデオ
ディレクター：二階健
2. 「FINAL PIECE」MUSIC VIDEO ドキュメンタリー
3. 「DEPARTURES -Live at PACIFICO YOKOHAMA-」

## タイアップ
FINAL PIECE
- TVQ九州放送系番組『BARKUP TV』11月度オープニングテーマ
- 朝日放送テレビドラマ+『ハレ婚。』主題歌

## 参加ミュージシャン
| FINAL PIECE - HYDE：Vocal - Manabu Sakata：Drums - Junichi Sunayama：Double Bass - PABLO：Guitars - hico：Piano & Other Instruments, Chorus - Lyn Inaizumi：Chorus - Yu Manabe：Violin - Naoko Ishibashi：Violin - Tsunehiro Shigyo：Violin - Ayaka Nohtomi：Violin - Kim Hyojin：Viola - Misato Futaki：Viola - Takayoshi Okuizumi：Cello - Masutami Endoh：Cello - Satoshi Kumasaka：Recorded, Mixed - Yujiro Yonetsu：Recorded - Emily Lazar：Mastered - Chris Allgood：Mastered | DEPARTURES -Orchestra ver.- - HYDE：Vocal - hico：Piano - Hiroshi Kido：Drums - Junichi Sunayama：Double Bass - Tomoki Ihira：Guitar - Megumi Nozaki：Percussion - Ayaka Nohtomi：Violin - Naoko Ishibashi：Violin - Natsue Kameda：Violin - Riyoko Matsui：Violin - Nao Yamada：Viola - Mikiyo Kikuchi：Viola - Kaori Imai：Cello - Mao Tomonoh：Cello - Kanako Akaki：Flute - Yuko Ohashi：Clarinet - Teppei Kawakami：Trumpet - Chihiro Yamazaki：Trumpet - Mai Saitoh：Horn - Yusuke Enomoto：Trombone - Kazuhiro Murase：Saxophone - Ippei Inoue：Other Instruments - Rie Mimoto：Recorded - Kohei Hatakeyama：Recorded - Satoshi Kumasaka：Mixed - Emily Lazar：Mastered - Chris Allgood：Mastered |